# Marachides
1359–1596
Entités précédentes :
- Afrassiabides

Entités suivantes :
- Timourides
- Séfévides

La dynastie des Marachides ou Sarbedariens de Mazandéran régna sur le Mazandéran de 1359 à 1596. Le fondateur de la dynastie fut Mir Bozorg. Il fut natif de Daboudacht.